# Ursule Benincasa
Ursule Benincasa, (Orsola Benincasa en italien), née le 21 octobre 1547 ou 1551 et morte à Naples le 20 octobre 1618, est une religieuse et mystique italienne, déclarée vénérable, fondatrice des sœurs ermites et oblates de l'Immaculée Conception, plus tard sœurs Théatines de l'Immaculée Conception de la Vierge Marie.

## Biographie
Ursule Benincasa naquit dans une famille religieuse apparentée à Catherine de Sienne, qui portait le même nom de famille.
D'une grande ferveur religieuse, la jeune Ursule essaya d'entrer chez les Clarisses capucines du monastère de Santa Maria di Gerusalemme, mais n'y fut pas acceptée en raison de son trop jeune âge. Vers 1576, elle se retira dans un ermitage proche du Château Sant'Elmo dans le quartier du Vomero. Elle acquit rapidement une réputation de sainteté et attira de nombreux disciples. Pendant une extase, elle reçut l'ordre de construire une église, terminée en 1582.
À la suite d'une expérience mystique, elle fut reçue en audience le 3 mai 1582 à Frascati par le pape Grégoire XIII à qui elle expliqua que Dieu l'avait chargée de demander au pontife de réformer toute l'Église catholique. En conséquence, elle fut soumise à de rigoureux examens par une commission dont faisaient partie le cardinal Giulio Antonio Santorio, alors Grand Inquisiteur à Rome, et Philippe Néri, fondateur de la Congrégation de l'Oratoire. La commission reconnut ses vertus religieuses et elle put retourner à Naples, avec l'autorisation de fonder une communauté religieuse.
En 1584, elle fonda à côté de son église l'Oblat Sœurs de l'Immaculée Conception de la Vierge Marie (en italien : Oblate della SS. Concezione di Maria), dont les membres se consacrèrent à l'éducation de la jeunesse, en particulier celle des filles.
En 1616 ou 1617, Ursule Benincasa eut une vision de la Vierge Marie et de l'enfant Jésus. Cette vision est à l'origine du Scapulaire bleu de l’Immaculée Conception et de la fondation de la Congrégation des Recluses de l'Immaculée Conception de la Vierge Marie. La règle était celle d'une vie ascétique consacrée à la prière contemplative pour soutenir le travail apostolique des oblates.
En 1617, Benincasa eut la révélation que sa communauté devait se joindre à l'ordre théatin, ce qui fut autorisé par le pape Urbain VIII en 1633.
Après sa mort, un grand complexe monastique fut construit autour des premiers bâtiments. Après l'unification italienne, une école de filles gratuite s'y ouvrit. Ce complexe est depuis 2004 le siège de l'Université Sœur-Ursule-Benincasa.
Le 7 août 1793, ses vertus religieuses furent reconnues par le pape Pie VI qui la déclara vénérable.